# Kurumi Yoshida
Kurumi Yoshida (em japonês:  吉田 胡桃, Yoshida Kurumi; Osaka, 1 de dezembro de 1991) é uma nadadora sincronizada japonesa, medalhista olímpica.

## Carreira
Yoshida representou seu país nos Jogos Olímpicos de 2012, não medalhando. Na Rio 2016 ela conquistou a medalha de bronze por equipes.